# Старе Байкі
Старе Байкі (пол. Stare Bajki) — село в Польщі, у гміні Тшцянне Монецького повіту Підляського воєводства.
Населення — 200 осіб (2011).
У 1975-1998 роках село належало до Ломжинського воєводства.

## Демографія
Демографічна структура станом на 31 березня 2011 року:
|          | Загалом | Допрацездатний вік | Працездатний вік | Постпрацездатний вік |
| -------- | ------- | ------------------ | ---------------- | -------------------- |
| Чоловіки | 105     | 23                 | 70               | 12                   |
| Жінки    | 95      | 20                 | 54               | 21                   |
| Разом    | 200     | 43                 | 124              | 33                   |